# Carnival Conquest
Die Carnival Conquest (dt. Eroberung) ist ein Kreuzfahrtschiff der Reederei Carnival Cruise Line. Das namensgebende Typschiff der Conquest-Klasse ist der 19. Neubau der Reederei und wurde bei Fincantieri in Italien gebaut.
Die Carnival Conquest ist eine Weiterentwicklung der Destiny-Klasse. Ihre Schwesterschiffe unterscheiden sich geringfügig in der Ausstattung, Kabinen und Vermessung. Alle Schiffe haben einen dieselelektrischen Antrieb, der eine Leistung von 2× 20 MW auf Festpropeller überträgt. Der Strom wird von sechs Dieselgeneratoren mit einer Gesamtleistung von 63.360 kW erzeugt.

## Einsatzgebiete
Die Carnival Conquest befährt im Sommer 2016 ab Fort Lauderdale (Port Everglades) verschiedene Routen in die südöstliche Karibik. Üblicherweise gibt es eine 8-Tages-Route mit Anläufen in Grand Turk, La Romana, Bonaire bzw. Curaçao und Aruba sowie eine 6-Tages-Route mit den Zielen Amber Cove, Grand Turk sowie der Carnival-Privatinsel Half Moon Cay auf den Bahamas.
Im Winter 2016/2017 fährt das Schiff auf der 8-tägigen Tour die Häfen von St. Maarten, St. Kitts, San Juan und Grand Turk an. Die 6-Tages-Tour beinhaltet Aufenthalte in Cozumel, Ocho Rios und Grand Cayman. In einigen Fällen fährt das Schiff auch die ABC-Inseln, Nassau, Santo Domingo, Key West oder Saint Thomas an.

## Zwischenfälle
Am 16. Dezember 2002 litten Fahrgäste an Übelkeit, Erbrechen und Durchfall. Die Kreuzfahrtgesellschaft ging davon aus, dass es sich um eine Infektion mit Humanen Noroviren handelte. Der Erreger hatte sich in den vergangenen Monaten explosionsartig verbreitet.